# الموالية الأوروبية
الموالية الأوروبية ، التي تسمى أحيانا الاتحادية الأوروبيية،  هو موقف سياسي يدعم التكامل الأوروبي وعضوية الاتحاد الأوروبي. ويشمل الفدراليين الأوروبيين الأكثر راديكالية، الذين يسعون إلى إنشاء دولة عظمى واحدة تُعرف بشكل غير رسمي باسم الولايات المتحدة الأوروبية. المصطلح ذو الصلة هو «أوروبفيل».
على هذا النحو، فإن الأمر عكس التعارض الأوروبي، الذي يشير إلى المواقف السياسية المتشككة في - أو تعارض - التكامل الأوروبي، وليس الخلط بينه وبين مصطلح «معاداة أوروبا».

## الأحزاب السياسية المؤيدة للاتحاد الأوروبي

### مستوى عموم أوروبا
- وصلة=|حدود الاتحاد الأوروبي: حركة الديمقراطية في أوروبا 2025
- وصلة=|حدود الاتحاد الأوروبي: فولت أوروبا

### خارج الاتحاد الأوروبي
- وصلة=|حدود ألبانيا: الحزب الديمقراطي لألبانيا، والحزب الاشتراكي لألبانيا، إل. إس. آي. الحزب الجمهوري لألبانيا، حزب الوحدة لحقوق الإنسان
- وصلة=|حدود أرمينيا: حزب الرامغافار، الحزب الليبرالي الديمقراطي، الحزب الديمقراطي الحر، التراث، الاتحاد الديمقراطي الليبرالي من أرمينيا، حزب هنرابيتوتيون، مخرج التحالف، حزب ساسنا تسرير القومي الأرمني ، برايت أرمينيا، أورينتس يركير
- وصلة=|حدود أذربيجان: الحزب البديل الجمهوري، [4] حزب موسافات [5]
- وصلة=|حدود بيلاروسيا: الديمقراطية البيلاروسية المسيحية، وحزب بي بي اف، والقوات الديمقراطية المتحدة في بيلاروسيا، والحزب الليبرالي الليبرالي للحرية والتقدم
- وصلة=|حدود البوسنة والهرسك: الحزب الديمقراطي الاجتماعي للبوسنة والهرسك، الحزب الديمقراطي الصربي، الاتحاد من أجل مستقبل أفضل، الجبهة الديمقراطية، الاتحاد الديمقراطي الكرواتي 1990
- وصلة=|حدود جورجيا: الحلم الجورجي، جورجيا الأوروبية، الحركة الوطنية، الديمقراطيين الأحرار، الحزب الجمهوري في جورجيا
- وصلة=|حدود أيسلندا: التحالف الديمقراطي الاجتماعي، المستقبل المشرق، حزب الإصلاح
- وصلة=|حدود مولدوفا: الحزب الليبرالي الديمقراطي، الحزب الديمقراطي، الحزب الليبرالي، حزب الشعب الأوروبي، حزب العمل والتضامن
- وصلة=|حدود الجبل الأسود: الحزب الديمقراطي للاشتراكيين في الجبل الأسود، الحزب الديمقراطي الاجتماعي في الجبل الأسود، ديموس، الجبل الأسود الإيجابي، الحزب الليبرالي
- وصلة=|حدود شمال مقدونيا: منظمة الداخلية المقدونية الثورية - الحزب الديمقراطي للوحدة الوطنية المقدونية، الاتحاد الاشتراكي الديمقراطي، الحزب الديمقراطي الاجتماعي الجديد، الاتحاد الديمقراطي للتكامل، التحالف من أجل الألبان، الحزب الديمقراطي الليبرالي
- وصلة=|حدود النرويج: حزب المحافظين، حزب العمل
- وصلة=|حدود روسيا: يابلوكو، حزب حرية الشعب
- وصلة=|حدود صربيا: الحزب الديمقراطي، الحزب الديمقراطي الليبرالي، الحزب الديمقراطي الاجتماعي، رابطة الاشتراكيين الديمقراطيين في فويفودينا، صربيا المتحدة، حركة التجديد الصربية، الحزب الجديد، قوة حركة صربيا، الحزب الصربي التقدمي، الحزب الاشتراكي في صربيا
- وصلة=|حدود سويسرا: الحزب الديمقراطي الاجتماعي في سويسرا، حزب الخضر في سويسرا، حزب الخضر الليبرالي في سويسرا، حزب الشعب الديمقراطي المسيحي في سويسرا
- وصلة=|حدود تركيا: حزب الخير ، حزب الشعب الديمقراطي، حزب الشعب الجمهوري، حزب اليسار الديمقراطي، حزب الديمقراطيين، الحزب الديمقراطي الليبرالي
- وصلة=|حدود أوكرانيا: خادم الشعب، الوطن الأم، التضامن الأوروبي، الصوت، الاعتماد على الذات، حزب الشعب الأوكراني، أوكرانيا، الحزب الأوروبي في أوكرانيا، جبهة الشعب

## الشراكات الأوروبية متعددة الجنسيات
- مجلس أوروبا: منظمة دولية هدفها المعلن هو دعم حقوق الإنسان والديمقراطية وسيادة القانون في أوروبا وتعزيز الثقافة الأوروبية. لديها 47 دولة عضوا، مع ما يقرب من 820 مليون شخص.
- منظمة الأمن والتعاون في أوروبا: أكبر منظمة حكومية دولية موجهة نحو الأمن، مع 57 دولة مشاركة معظمها في أوروبا ونصف الكرة الشمالي.